# Henryk Swienko
Henryk Swienko (1930–1997) – polski filozof i religioznawca marksistowski, profesor nauk humanistycznych.

## Wybrane publikacje
- Filozofia marksistowska. Teksty źródłowe (red.), Warszawa: "Książka i Wiedza", 1980.
- Filozofia religii i filozofia religijna : bibliografia przedmiotowa publikacji polskich, Warszawa: COMSNP, 1986.
- Historia porównawcza religii, Warszawa: COMSNP, 1984.
- Magia w życiu człowieka, Warszawa: Młodzieżowa Agencja Wydawnicza, 1983.
- Podstawy filozofii marksistowskiej, Warszawa: Państwowe Wydawnictwo Naukowe, 1973, 1974.
- Podstawy filozofii marksistowskiej (skrypt dla studentów wyższych szkół technicznych), Warszawa: PWN, 1977, 1980, 1985.
- Polska bibliografia religioznawcza 1945-1975. Socjologia i psychologia religii i religijności, Warszawa: Towarzystwo Krzewienia Kultury Świeckiej, Centralny Ośrodek Doskonalenia Kadr Laickich, 1977.
- Religia, Warszawa: "Iskry", 1964.
- Religia i religie, Warszawa: "Iskry", 1981.
- Religia - kultura - cywilizacja. Materiały do bibliografii. Publikacje polskie z lat 1945-1967, Warszawa: Towarzystwo Krzewienia Kultury Świeckiej, 1970[1].